# Diecezja Presidente Prudente
Diecezja Presidente Prudente (łac. Dioecesis Prudentipolitana) – diecezja Kościoła rzymskokatolickiego w Brazylii. Należy do metropolii Botucatu, wchodzi w skład regionu kościelnego Sul 1. Została erygowana przez papieża Jana XXIII bullą Quandoquidem nullum w dniu 16 stycznia 1960. 